# Ross Fisher
Ross Fisher (* 22. November 1980 in Ascot) ist ein englischer Profigolfer der PGA European Tour.

## Werdegang
Fisher wurde im Alter von drei Jahren von seinem Stiefvater zum Golfspiel gebracht und im exklusiven Wentworth Club ausgebildet, dem er nach wie vor angehört. Im Jahre 2003 gewann er die Finnish Amateur Open Championship und wurde im darauf folgenden Jahr Berufsgolfer.
Über die Challenge Tour und die Tour School qualifizierte sich Fisher für die  European Tour ab der Saison 2006, die er als 66. der Geldrangliste abschloss. Im Jahre 2007 gelang ihm der erste Turniersieg bei den KLM Open in Holland und ein Jahr später gewann er die hochdotierten European Open im The London Golf Club. 2009 siegte Fisher bei der Volvo World Match Play Championship und beendete die Saison auf Rang 4 des Race to Dubai, der neuen Jahreswertung der European Tour.
Fisher ist seit 2007 mit seiner Frau Joanne verheiratet und lebt mit ihr und seiner Tochter Eve (* 2009) in Cheam, Greater London.

## European Tour Siege
- 2007 KLM Open
- 2008 European Open
- 2009 Volvo World Match Play Championship
- 2010 Irish Open
- 2014 Tshwane Open (zählt auch zur Sunshine Tour)

## Resultate in Major Championships
| Turnier               | 2007 | 2008 | 2009 | 2010 | 2011 | 2012 | 2013 | 2014 | 2015 | 2016 | 2017 | 2018 | 2019 |
| --------------------- | ---- | ---- | ---- | ---- | ---- | ---- | ---- | ---- | ---- | ---- | ---- | ---- | ---- |
| The Masters           | DNP  | DNP  | T30  | CUT  | T15  | T47  | DNP  | DNP  | DNP  | DNP  | T41  | CUT  | DNP  |
| PGA Championship      | DNP  | CUT  | T19  | CUT  | T45  | DNP  | DNP  | CUT  | CUT  | T42  | CUT  | DNP  | T60  |
| US Open               | DNP  | CUT  | 5    | CUT  | DNP  | DNP  | DNP  | DNP  | DNP  | DNP  | CUT  | T48  | T39  |
| The Open Championship | CUT  | T39  | T13  | T37  | CUT  | T45  | DNP  | CUT  | T68  | CUT  | T44  | T65  |      |

DNP = nicht teilgenommen

CUT = Cut nicht geschafft

„T“ geteilte Platzierung

Grüner Hintergrund für Sieg

Gelber Hintergrund für Top 10

## Teilnahmen an Mannschaftswettbewerben
- World Cup: 2008, 2009
- Vivendi Trophy (für Großbritannien & Irland): 2009 (Sieger), 2011 (Sieger)
- Ryder Cup: 2010 (Sieger)
- EurAsia Cup (für Europa): 2016 (Sieger), 2018 (Sieger)